# Mars Motor Company
Mars Motor Company war ein britischer Hersteller von Automobilen.

## Unternehmensgeschichte
Das Unternehmen aus dem Londoner Stadtteil Finchley begann 1904 mit der Produktion von Automobilen. Der Markenname lautete Mars. 1905 endete die Produktion.

## Fahrzeuge
Bei den Fahrzeugen handelte es sich um dreirädrige Tricars. Ein Einzylindermotor von White & Poppe mit 4 PS Leistung trieb die Fahrzeuge an. Das Getriebe hatte zwei Gänge.